# Грег Дрейпер
Грег Дрейпер (англ. Greg Draper, нар. 13 серпня 1989, Чард, Англія) — новозеландський футболіст, нападник валлійського клубу «Гілсфілд».
Виступав, зокрема, за клуб «Нью-Сейнтс», а також національну збірну Нової Зеландії.

## Клубна кар'єра
Дрейпер народився і виріс у Чарді, графство Сомерсет, Англія, перш ніж його батьки вирішили емігрувати до Крайстчерча в Новій Зеландії, коли йому було 12 років. Там Дрейпер у дорослому футболі дебютував 2005 року виступами за команду «Кентербері Юнайтед», в якій провів один сезон, взявши участь у 14 матчах чемпіонату країни, забивши 4 голи.
У 2007 році підписав контракт з «Веллінгтон Фенікс», новозеландським клубом, що виступав в чемпіонаті Австралії, А-Лізі, але провів там лише 2 матчі. Після цього 2009 року став гравцем клубу «Мельбурн Найтс» з Прем'єр-ліги штату Вікторія, одного з кількох других австралійських дивізіонів, забивши там 7 голів у 22 іграх, а потім повернувся до Нової Зеландії, де виступав за «Тім Веллінгтон» у місцевому чемпіонаті.
У серпні 2010 року Дрейпер повернувся на батьківщину до Англії, де відіграв сезон за клуб шостого дивізіону «Бейсінгсток Тауні».
У червні 2011 року Дрейпер перейшов до клубу з чемпіонату Уельсу «Нью-Сейнтс». Починаючи з дебютного сезону 2011/12, його клуб ставав чемпіоном Уельсу в кожному із наступних восьми сезонів, а у сезоні 2017/18 років Дрейпер виграв золоту бутсу Прем'єр-ліги Уельсу, ставши найкращим бомбардиром чемпіонату з 22 голами. Наступного року він повторив це досягнення, забивши рекордні для себе 27 голів. Дрейпер покинув клуб наприкінці сезону 2020/21 після завершення контракту.
У червні 2021 року Дрейпер приєднався до клубу другого валлійського дивізіону «Гілсфілд». Станом на 11 вересня 2022 року відіграв за Відіграв за 9 матчі в національному чемпіонаті.

## Виступи за збірні
Протягом 2007—2008 років залучався до складу молодіжної збірної Нової Зеландії, з якою брав участь у чемпіонаті світу серед молодіжних команд 2007 року у Канаді, де зіграв у всіх трьох матчах групового етапу, але посів із командою останнє місце у групі. Всього на молодіжному рівні зіграв в 5 офіційних матчах.
Наступного року він представляв Нову Зеландію на літніх Олімпійських іграх 2008 року у Пекіні, де зіграв у двох матчах групового етапу проти Бразилії (0:5) та Бельгії (0:1), але знову посів зі збірною останнє місце у групі. У березні 2012 року він був викликаний до олімпійської збірної на кваліфікацію на Олімпійські ігри 2012 року, де забив 3 голи у 4 іграх, в тому числі єдиний гол у фіналі проти Фіджі (1:0), який дозволив Новій Зеландії взяти участь у Олімпійських іграх 2012 року у Великій Британії. Тим не менш Дрейпер не потрапив до фінального складу на турнірі.
19 листопада 2008 року Дрейпер провів свій єдиний матч у складі національної збірної Нової Зеландії, зігравши в останньому матчі кубка націй ОФК 2008 року, який новозеландці програли Фіджі (0:2). Тим не менш цей матч вже не мав турнірного значення, оскільки Нова Зеландія достроково здобула титул чемпіона Океанії.

## Титули і досягнення
- Чемпіон Уельсу (9): 2011–12[15], 2012–13, 2013–14, 2014–15, 2015–16, 2016–17, 2017–18, 2018–19
- Володар Кубка Уельсу (5): 2011–12[15], 2013–14, 2014–15, 2015–16, 2018–19
- Володар Кубка валлійської ліги (4): 2014–15, 2015–16, 2016–17, 2017–18
- Володар Кубка націй ОФК: 2008

### Індивідуальні
- У символічній збірній Прем'єр-ліги Уельсу: 2011–12[16], 2017–18[17]
- Найкращий бомбардир Прем'єр-ліги Уельсу (2): 2017–18, 2018–19